# Morainville-Jouveaux
Morainville-Jouveaux je francouzská obec v departementu Eure v regionu Normandie. V roce 2010 zde žilo 380 obyvatel.

## Vývoj počtu obyvatel
Počet obyvatel 